# Trælår
Et trælår er en muskelskade i låret som medfører en blødning i eller omkring muskulaturen. Typisk på forsiden af låret. På fagsprog kaldes dette en lårkontusion. Et kraftigt spark eller stød mod låret fører til overrivning af mindre blodårer og muskelfibre, og der opstår en blodansamling, et hæmatom. Musklen er mere modstandsdygtig mod skade, hvis den er sammentrukket, når skaden indtræffer. 
Et trælår er en af de hyppigste idrætsskader. Det er særlig i kontaktidræt som fodbold, håndbold og ishockey, at skaden optræder hyppigt.
Ordet Trælår kommer af den måde lårmusklen trækker sig sammen efter slaget. den vil virke hård og træ agtig. Trælår er også kendt under navne, som f.eks. cementben, jernstang eller lårlammer.
| Lægevidenskab | Spire Denne artikel om lægevidenskab er en spire som bør udbygges. Du er velkommen til at hjælpe Wikipedia ved at udvide den. |